# Veziculă
În biologie, o veziculă este o mică structură sau cavitate în organism, care este umplută cu lichid vacuolar. Veziculele sunt ca niște mici "pungi" care conțin fluide și sunt delimitate de o membrană subțire. Acestea sunt localizate doar la celula animală, unde sunt temporare. Celula vegetală are o singură vacuolă definitivă.
Context medical:
- Biologie celulară: În interiorul celulelor, veziculele sunt folosite pentru a transporta substanțe. De exemplu, veziculele sinaptice transportă neurotransmițători între celulele nervoase.
- Dermatologie: În medicină, termenul "veziculă" este adesea folosit pentru a descrie mici vezicule de pe piele umplute cu lichid, cum ar fi în cazul bășicilor de la arsuri sau anumite infecții ale pielii.
- Anatomie: Există și vezicule mai mari în corp, cum ar fi vezica urinară, care colectează și stochează urina până când aceasta este eliminată din corp.